# 404 (밴드)
404는 정세현과 조인철로 이루어진 대한민국의 2인조 밴드이다. 2010년 뉴타운 컬쳐파티 51+를 통해 데뷔했다. 2011년 데모 "11/4/4/13/8"을 발매하고 2012년 헬리콥터 레코드 통해 데뷔 앨범 "1"을 발매했다.

## 앨범 수록곡

### 1
1. 춤
2. 가죽지갑
3. 물
4. 숲속에서
5. 끝
6. 말해다오
7. 검은 바탕 위 흰 점들
8. 날 보러와요
9. 안아줘요